# Mary Douglas
Dama Mary Douglas, nata Margaret Mary Tew (Sanremo, 25 marzo 1921 – Londra, 16 maggio 2007), è stata un'antropologa britannica.
Autrice di pubblicazioni di notevole interesse e di ampie prospettive scientifiche, i suoi contributi sono stati particolarmente rilevanti nell'ambito dell'antropologia sociale e simbolica.
Allieva di Evans-Pritchard, ebbe una visione teorica della pratica antropologica che può essere considerata una rielaborazione e riattualizzazione delle teorie di Émile Durkheim, proponendo altresì un'analisi strutturale alternativa dell'antropologia postmoderna. Buona parte delle sue ricerche hanno riguardato lo studio delle religioni, in un'ottica fortemente comparativa.
Doctor of Science in Economics dell'University College di Londra nel 1965, Mary Douglas è considerata dal Royal Anthropological Institute come una delle figure più importanti della teoria sociale contemporanea; numerosi sono stati i riconoscimenti accademici in Inghilterra e all'estero ricevuti nell'arco della sua lunga vita, tra cui l'importante titolo di Dama di Commenda dell'Impero britannico attribuitogli nel 2004.

## Biografia

### Introduzione: l'opera di ricerca sul campo presso i Lele (Zaire)
Nata a Sanremo nel 1921, frequenta l'Università di Oxford e come molti suoi colleghi resta particolarmente affascinata dall'insegnamento di Evans-Pritchard, decide perciò di dedicarsi allo studio dell'antropologia sociale e in particolare delle culture dell'Africa sub-sahariana.

La sua carriera accademica è legata alla popolazione lele, appartenente al macro-gruppo bantu, stanziata nella regione del fiume Kasai (Zaire, all'epoca Congo belga, attualmente Repubblica Democratica del Congo) anche se il suo percorso scientifico si dilaterà negli anni, apportando ad un sempre maggior livello i suoi contributi alle discipline più disparate (antropologia sociale e religiosa, antropologia simbolica, filosofia, economia).
Le prime ricerche sul terreno di Douglas risalgono agli anni ‘49/50 ma è nel '52/53 che il lavoro viene completato ed infine presentato nel 1963 sotto forma di monografia, una tipologia di scrittura etnografica inaugurata da Evans-Pritchard e all'epoca assai diffusa.
Si tratta di un gruppo seminomade che viveva all'epoca in regime di caccia e raccolta associato all'allevamento di animali di piccola taglia (perlopiù cani e gallinacei) e che per tradizione si spostava all'incirca ogni 10/15 anni.
L'ambiente dei lele è precisamente distinto fra prateria e foresta ed è a quest'ultima che viene attribuito il maggior prestigio: la diversità dell'ambiente influisce notevolmente sulle relazioni sociali, si ritiene infatti che la foresta sia il luogo per eccellenza adatto agli uomini mentre la prateria è spazio riservato alle donne.
La foresta è considerata al contempo prodigiosa e pericolosa e a tal proposito grande valore è attribuito ai divinatori che hanno la capacità di interagire con le potenze della natura e al tempo stesso di trarre da essa rimedi necessari a fini terapeutici.
Sono molti i rituali che animano la vita sociale dei Lele ma, osserva Douglas, i più  considerevoli riguardano la preparazione di medicine e medicamenti. Si ritiene che tanto la vita quanto la morte siano fortemente dipendenti dalla volontà di Njambi, il Dio creatore: ecco che il divinatore non si caratterizza soltanto per l'abilità nella preparazione di rimedi terapeutici ma soprattutto per la conoscenza dei fenomeni della natura e la capacità di interpretarli suggerendo obblighi spirituali che risanino una situazione di conflitto e disarmonia.
Anche fra i Lele, il ruolo degli antenati in funzione di mediatori tra il mondo umano e quello divino è particolarmente rilevante. Esistono inoltre altre forze, altri esseri spirituali, i mingehe della foresta che pur essendo benevoli possono rivelarsi pericolosi per gli umani soprattutto di notte.
La tranquillità del villaggio e il benessere dei suoi abitanti sembrano essere le problematiche centrali intorno alle quali ruota il pensiero culturale dei Lele; la matrilinearità rende questo sistema sociale instabile dunque la solidarietà diventa necessaria e si manifesta nella caccia comunitaria di animali di grossa taglia in cui il coinvolgimento di tutti (inclusi giovani ed anziani) è di fatto indispensabile.
La caccia è, dunque, l'attività suprema, il fattore coesivo della società Lele ed è congiunta ad un sistema simbolico formato da tre gruppi di culto: i Genitori, i Pangolini e i Divinatori. I primi sono uomini che hanno generato prole e che hanno superato un particolare percorso iniziatico, distinguendosi infine in genitori di figli e di figlie; questi ultimi vengono denominati Pangolini e viene loro attribuito un potere sacro superiore, tant'è che possono essere anche Divinatori, ovvero esperti già posseduti da uno spirito durante il sogno o in stato di veglia.

### Matrilinearità epawnship
Gli studi sulle società dell'Africa centrale ed australe avevano condotto Max Gluckman, esponente principale della cosiddetta “Scuola di Manchester”, a domandarsi se esistesse o meno un sistema di discendenza e di parentela riconoscibile in Africa centrale.
Il dibattito coinvolge anche Mary Douglas che sottolinea, come i suoi colleghi, l'esistenza di gruppi corporati di discendenza presso i popoli dell'Africa centrale (Yao, Cewa, Nyanja, Ambo e Ndembu) ma soprattutto rileva l'esistenza di una istituzione ereditaria sui servitori che denomina come pawnship (pawn in italiano si traduce come pegno, garanzia mentre in lingua inglese l'accezione può riguardare beni materiali come esseri umani). Il pawn è dunque una persona, generalmente una donna, che viene acquisita per compensare ad un diritto; in una società matrilineare, è evidente come possa tornare utile nelle trattative di scambio matrimoniale.
Quest'istituzione influenza notevolmente la parentela e il sistema sociale: le accuse di stregoneria vengono compensate attraverso il pawnship, il che determina un maggior controllo da parte degli anziani dei diversi matrilignaggi.
Il quadro storico relativo a questa istituzione è assai complesso: secondo Douglas non ce ne sarebbe traccia presso i popoli a discendenza patrilineare dei tre regni Bushong, Yaka e Bemba mentre i baKongo costituiscono un'eccezione; i Lunda muovendosi da ovest verso est invasero popoli che praticavano il pawnship in sistemi di discendenza matrilineari e durante tali migrazioni essi avrebbero ristabilito una discendenza matrilineare, eliminando però l'istituzione.

Tutto questo porta l'antropologa a ritenere che il pawnship abbia avuto una forte influenza nel determinare se i sistemi di discendenza matrilineare mutavano o restavano tali.

### La teoria culturale del rischio
Un altro importante contributo della Douglas all'antropologia contemporanea è certamente costituito dai suoi studi sui concetti di rischio e pericolo basati sull'analisi comparata delle religioni e dei sistemi simbolici.
Il primo lavoro teorico è del 1966 e le conferisce subito una notevole notorietà: Purity and Danger. An Analysis of Concepts of Pollution and Taboo (ediz. italiana: Purezza e pericolo, 1966) è un'opera di ampio respiro in cui vengono messe a confronto le concezioni diverse di impurità e pulizia.
La tesi di fondo è che queste definizioni simboliche, nella loro diversità formale e intrinseca, sono per Douglas necessarie alle strutture sociali esistenti praticamente in ogni tipo di società. Il parallelo è costituito dalle prescrizioni adottate dalla popolazione dei Lele e i divieti alimentari dell'Antico Testamento: in entrambi i casi non si tratta semplicemente di igiene ma ad un livello più profondo l'istituzione che definisce ciò che si può accettare e ciò che è inaccettabile rimanda ad un senso morale collettivo che si traduce attraverso un sistema simbolico in ordine sociale.

Nello specifico, l'antropologa sostiene che le regole rituali ebraiche Casherut non sono né primitive regolazioni per la salute né prove scelte in modo casuale della devozione dell'ebreo a Dio: tali regolamentazioni servivano a sostenere le categorizzazioni simboliche e dunque i cibi proibiti erano quelli "ambigui" che mettevano in crisi il sistema delle categorie. Ad esempio il maiale ha lo zoccolo biforcuto come gli ungulati ma non è un ruminante.
Allo stesso modo, Douglas afferma che i rituali di purezza incentrati sulla sessualità servono ad affermare la distinzione di genere del corpo umano in accordo alla distinzione sociale. I tabù sono dispositivi atti a proteggere le categorizzazioni, servono ad individuare le ambiguità e le traspongono nell'ambito del sacro.
Nella seconda opera teorica Natural Symbols. Explorations in Cosmology (prima edizione nel 1970, seconda edizione nel 1973) Douglas prosegue l'analisi indagando circa le relazioni e le connessioni tra le classificazioni simboliche e i sistemi sociali.
Si considerano in particolar modo due fattori: il grado tra i membri di una data società e gli altri esterni ad essa e in secondo luogo, il sistema di regole che collega ciascun individuo agli altri. Si definiscono di conseguenza due sistemi: uno più stabile e duraturo in cui i legami interni sono fortemente strutturati (in caste, classi o ambiti sociali specializzati) e società in cui i rapporti interni sono meno strutturati e in cui prevale un certo individualismo.
Queste riflessioni condurranno l'antropologa ad elaborare un altro testo fondamentale, How Institution Think (1986) in cui l'analisi verte sulla definizione dei meccanismi fondamentali alla base del funzionamento delle società umane.
Procedendo in senso cronologico, un altro importante saggio, scritto in collaborazione con il politologo Aaron Wildavsky riguarda precipuamente il concetto di rischio a partire dalle società tradizionali dell'Africa sub-sahariana, con un particolare riferimento alle pratiche e ai sistemi di pensiero della stregoneria, che presentano una notevole diversità in proposito fino alle comparazioni con altri tipi di società: il risultato è una teoria della percezione del pericolo che opera come sostegno alle strutture sociali esistenti le quali necessitano per restare in uso di elaborazioni che le legittimino.
Analizzando i rapporti tra cultura e percezione del rischio nelle società industriali emerge una inconsapevolezza dei rischi cui si è soggetti: la percezione è pertanto legata al contesto culturale di riferimento.
Del 1980 è il saggio dedicato al “maestro” Sir Edward Evan Evans-Pritchard il cui scopo non è chiaramente solo biografico ma concerne il particolare metodo di ricerca in antropologia nonché lo sforzo teso a sottolineare il rapporto sistematico tra filosofia morale e religione con il comportamento sociale.
La stregoneria presso gli Azande è infatti descritta nel celebre saggio come un sistema razionale e secondo lo stesso riferimento metodologico il sistema sociale dei Nuer è definito come un'anarchia ordinata poiché presenta un complesso intreccio tra membri di diversi lignaggi e membri appartenenti alle classi d’età (age-sets).

Evans-Pritchard ha il merito di essersi discostato dalla tendenza evoluzionista del suo tempo, superando la dicotomia vigente tra primitivo e civilizzato.
Mary Douglas evidenzia due tratti peculiari dell'opera del suo mentore: il primo è la convinzione dell'esistenza di un carattere ugualitario della cognizione umana mentre il secondo riguarda l'analisi strumentale per mettere in evidenza tale carattere. 
Pur condividendo un background con figure quali Malinowski, Mauss e Lévy-Bruhl, le sue intuizioni vanno oltre ed egli appronta un metodo basato sulla ricerca sul campo che lo trasporta in medias res: questa capacità di relazionarsi all'altro superando i propri pregiudizi permette ad Evans-Pritchard di mettere in luce aspetti estremamente complessi e significativi della cultura Azande e allo stesso modo condividere con i Nuer l'attività pastorale, centrale nel loro sistema di senso, acquistando per sé un bovino è un'ulteriore dimostrazione della sensibilità di questo “nume tutelare” dell'antropologia britannica.
Anche secondo la Douglas, non esiste un pensiero primitivo in sé e per sé ma la vera questione riguarda in generale tutti gli esseri umani. La risposta è ancora una volta da ricercare nelle istituzioni sociali elaborate dalle diverse società umane. 
Non è semplicemente il calcolo costi-benefici che regola le società tecnologicamente avanzate e socialmente strutturate. Per l'antropologa, qualunque società non può sussistere se i suoi membri non condividono pensieri e strutture di riferimento o per meglio dire se i pensieri individuali non avessero un'origine sociale. 
Lo stesso discorso può essere applicato alle categorie di tempo, spazio e causalità (Durkheim) e alle categorie di natura, razionalità, giustizia e ordine.
Tutti gli esseri umani creano delle istituzioni all'interno delle quali ridefiniscono delle classificazioni sulla cui base agiscono tutti coloro che condividono quel sistema simbolico di riferimento. Il dominio delle istituzioni sulla mente umana è profondo ed estremamente radicato.
(Mary Douglas  )

## Opere principali
- The Lele of the Kasai (1963)
- Purezza e pericolo (1966) , il Mulino
- Pollution (1968)
- I simboli naturali (1970)
- Witchcraft. Confessions and Accusations (La stregoneria: confessioni e accuse, nell'analisi di storici e antropologi, 1970, Einaudi Paperbacks 118)
- Implicit Meanings (1975) essays
- “Jokes.” Rethinking Popular Culture: Contemporary Perspectives in Cultural Studies. [1975] Ed. Chandra Mukerji and Michael Schudson. Berkeley: U of California P, 1991.
- Evans-Pritchard (1980)
- The World of Goods (1979) con Baron Isherwood, Il mondo delle cose. Oggetti, valore, consumo, 1984, trad. Guido Maggioni, il Mulino, ISBN 88 15 00550 1
- Risk and Culture (1980) con Aaron Wildavsky
- In the Active Voice (1982)
- How Institutions Think (1986), Come pensano le istituzioni,1990, il Mulino
- Missing persons: a critique of the social sciences (1988) con Steven Ney
- Risk and Blame: Essays in Cultural Theory (1992), Rischio e colpa, 1996, il Mulino
- Thought styles: Critical essays on good taste (1996)
- Leviticus as Literature (1999)
- In the Wilderness: The Doctrine of Defilement in the Book of Numbers (2001)
- Constructive Drinking: Perspectives on Drink from Anthropology (2002)
- Jacob's Tears: The Priestly Work of Reconciliation (2004)
- Thinking in Circles (2007)